# Guillaume Levarlet
Guillaume Levarlet (Beauvais, 25 juli 1985) is een Frans wielrenner die anno 2018 rijdt voor St Michel-Auber 93.
Levarlet was op 24 november 2013 de bestuurder van een auto die bij een ongeval betrokken raakte. Hierbij kwam Arnaud Coyot om het leven ten gevolge van zwaar hoofdletsel. Coyot was evenals Sébastien Minard passagier in de auto.
Levarlet kreeg een voorwaardelijke celstraf van één jaar opgelegd aangezien hij ten tijde van het ongeluk onder invloed was van alcohol.

## Belangrijkste overwinningen
2006
La Côte Picarde, Beloften
2007
Ronde van de Jura
2010
1e etappe Ronde van Gévaudan
2011
Eindklassement Ronde van Gévaudan

## Resultaten in voornaamste wedstrijden
| Jaar | Ronde van Italië | Ronde van Frankrijk | Ronde van Spanje |
| ---- | ---------------- | ------------------- | ---------------- |
| 2008 | 113e             |                     |                  |
| 2009 |                  |                     |                  |
| 2010 |                  |                     |                  |
| 2011 |                  |                     |                  |
| 2012 |                  | 75e                 |                  |
| 2013 |                  | 61e                 |                  |
| 2014 |                  |                     | 49e              |
| 2015 |                  |                     |                  |
| 2016 |                  |                     |                  |

| Jaar | Luik-Bast.‑Luik | Waalse Pijl | Parijs-Tours | Eschborn-Frankfurt |
| ---- | --------------- | ----------- | ------------ | ------------------ |
| 2008 | opgave          | 57e         | 41e          |                    |
| 2009 | 82e             | 20e         |              |                    |
| 2010 |                 |             |              | 6e                 |
| 2011 |                 |             | opgave       |                    |
| 2012 |                 | 39e         |              |                    |
| 2013 |                 |             | 46e          |                    |
| 2014 | 38e             | 75e         | 9e           |                    |
| 2015 |                 |             | 74e          |                    |
| 2016 |                 |             | 76e          |                    |

## Ploegen
- 2007 –  Auber 93
- 2008 –  Française des Jeux
- 2009 –  Française des Jeux
- 2010 –  Saur-Sojasun
- 2011 –  Saur-Sojasun
- 2012 –  Saur-Sojasun
- 2013 –  Cofidis, Solutions Crédits
- 2014 –  Cofidis, Solutions Crédits
- 2015 –  Auber 93 (vanaf 1-4)
- 2016 –  HP BTP-Auber 93
- 2017 –  Wanty-Groupe Gobert
- 2018 –  St Michel-Auber 93